# Vic Fuentes
Victor Vincent "Vic" Fuentes (San Diego, 10 de fevereiro de 1983) é um cantor, compositor e músico, conhecido por seu trabalho com a banda de post-hardcore Pierce the Veil e pelo seu alto alcance vocal.

## Carreira

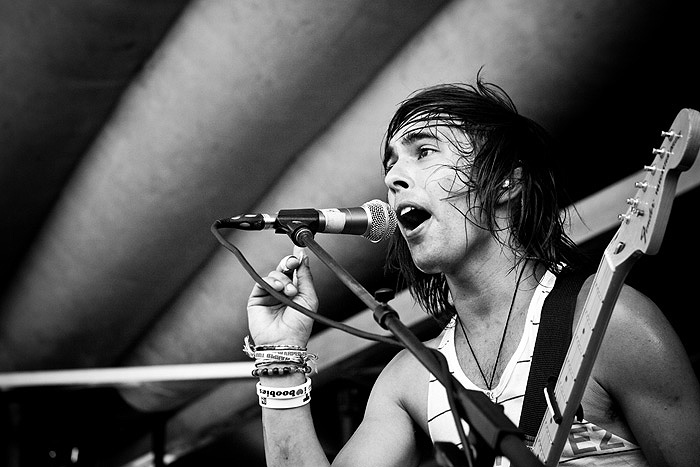
Vic Fuentes em performance no Warped Tour em 2008.

Quando criança, aprendeu a tocar guitarra com seu pai. Depois de estudar na Mission Bay High School, estudou design gráfico na San Diego State University, mas deixou o curso após a sua banda Before Today assinar um contrato com a Equal Vision Records.
Também é amigo de Curtis Peoples, que foi co-escritor do single "King for a Day". Eles tocaram juntos no ensino médio em uma banda chamada 3 Simple Words.
Em 1998 ele formou uma banda chamada Early Times com seu irmão mais novo, Mike. Depois de lançar três EPs, o grupo foi forçado a mudar o nome devido à violação de direitos autorais, alterando para "Before Today". Depois de assinar um contrato com a Equal Vision Records, lançaram seu único álbum A Celebration of an Ending em 2004, e se separaram dois anos depois.
Em 2007, Mike e Vic formaram uma nova banda com o nome retirado de uma das músicas do Before Today, Pierce the Veil. A dupla lançou o disco de estreia A Flair for the Dramatic e mais tarde recrutou o baixista Jaime Preciado e guitarrista Tony Perry, lançando mais quatro álbuns: Selfish Machines (2010), Collide with the Sky (2012), Misadventures (2016) e The Jaws of Life (2023). O grupo excursionou na América do Norte, América do Sul, Austrália, Ásia e Europa várias vezes, tocou em grandes festivais de música como Rock am Ring, Rock im Park, Reading and Leeds, Warped Tour, Soundwave Festival e Slam Dunk Festival. Em turnês, Fuentes dividiu o palco com bandas como Bring Me the Horizon, Sleeping with Sirens, All Time Low, Mayday Parade e A Day to Remember.
Ao lado de seu irmão, ele esteve envolvido no supergrupo de curta duração Isles & Glaciers com músicos como Jonny Craig, Craig Owens, Brian Southall, Nick Martin e Matt Goddard. Depois de fazer apenas um show no SXSW 2009 e lançar apenas um EP (The Hearts of Lonely People) em 2010, a banda se separou. Fuentes também foi guitarrista suporte em uma curta turnê norte-americana com a banda pop punk Cinematic Sunrise. Em 2013, participou dos vocais de apoio da música "A Love Like War" de All Time Low, que ganhou o prêmio da Alternative Press de canção do ano em 2014. Em 2019, se tornou CEO da organização sem fins lucrativos Living the Dream Foundation, após ser embaixador desde 2016. A organização leva crianças e jovens adultos com doenças terminais a conhecerem seus ídolos.

## Estilo musical e composição
Fuentes contou que não tem um conceito fixo para escrever suas músicas, porém se inspira em situações familiares, experiências pessoais em relacionamentos, turnês e amigos.
Sua primeira namorada sofreu de câncer de mama e Vic dedicou a música "A Match Into Water" do terceiro álbum Collide with the Sky. Após sua morte, que ocorreu durante a gravação de Misadventures, ele dedicou a ela a música "Gold Medal Ribbon".
Ele também escreveu canções inspiradas por fãs, como "Bulls in the Bronx" do álbum Collide with the Sky. Foi escrita para Olivia Penpraze, que cometeu suicídio em abril de 2012. Seus amigos escreveram uma carta para a banda contando o que havia acontecido. Penpraze era fã de Pierce the Veil.
Sobre "I Don't Care If You Are Contagious", do segundo álbum Selfish Machines, eles disseram em entrevista à revista de música Alternative Press que uma jovem entrou em contato com a banda, escrevendo que seu namorado havia morrido em um acidente de carro e que eles se conheceram em um show do Pierce the Veil. "Million Dollar Houses (The Painter)", do mesmo disco, é dedicada a seus pais. A música conta sobre como eles nunca se separaram, mesmo numa época em que a família não tinha quase nada.
Muitos fãs agradeceram à banda pelas canções que escreveram. Eles certificam que suas letras os ajudaram a lidar com a depressão e a evitar auto mutilação, por exemplo.
Vic Fuentes é conhecido por seu alto alcance vocal, que foi comparado a Claudio Sanchez de Coheed and Cambria por Elmar Salmutter, escrevendo para a revista alemã Metal Hammer.

## Vida pessoal
Victor Vincent Fuentes nasceu dia 10 de fevereiro de 1983 em San Diego, na Califórnia. É filho de Vivian K. Fuentes e Victor Gamboa Fuentes, um ex músico mexicano de jazz que hoje é um pintor.Mike Fuentes é seu irmão mais novo e também tem dois meio-irmãos e uma meia-irmã. Também é parente do guitarrista Nick Martin, do Sleeping with Sirens.
Durante as gravações do videoclipe de "King for a Day" em 2014, conheceu a modelo Danielle Victoria. Depois de nove anos de namoro, eles se casaram em 2022. Em fevereiro de 2023 tiveram sua primeira filha, Violet.

## Discografia

### Before Today
- A Celebration of an Ending (2004)

### Isles & Glaciers
- The Hearts of Lonely People (2010)

### Colaborações
| Ano  | Faixa                                           | Álbum                         | Artista          | Ref.   |
| ---- | ----------------------------------------------- | ----------------------------- | ---------------- | ------ |
| 2007 | "Higher Than Kites"                             | Demo                          | Lower Definition | [ 34 ] |
| 2009 | "Aviation"                                      | The City, the Circus EP       | Misdelphia       | [ 35 ] |
| 2010 | "Love Is a Cat from Hell"                       | Illuminaudio                  | Chiodos          | [ 36 ] |
| 2012 | "Somebody That I Used to Know (Cover de Gotye)" | Punk Goes Pop 5               | Mayday Parade    | [ 37 ] |
| 2013 | "A Love Like War"                               | Don't Panic                   | All Time Low     | [ 18 ] |
| 2014 | "Starving for Friends"                          | Through Art We Are All Equals | Slaves           | [ 38 ] |
| 2014 | "Sad News in a Quiet Room"                      | Wandermere EP                 | Keyes            | [ 39 ] |
| 2022 | "a kind thing to do"                            | worm food                     | Cavetown         | [ 40 ] |

## Prêmios
| Ano  | Prêmio                         | Categoria        | Trabalho          | Resultado | Ref.   |
| ---- | ------------------------------ | ---------------- | ----------------- | --------- | ------ |
| 2014 | Alternative Press Music Awards | Música do Ano    | "A Love Like War" | Venceu    | [ 18 ] |
| 2014 | Alternative Press Music Awards | Melhor vocalista | Vic Fuentes       | Indicado  | [ 41 ] |
| 2015 | Alternative Press Music Awards | Melhor vocalista | Vic Fuentes       | Indicado  | [ 42 ] |